# Acquedotto Claudio
L'acquedotto Claudio (in latino Aqua Claudia), l'ottavo acquedotto romano in ordine cronologico, è stato uno dei più importanti acquedotti della Roma antica, sia per le tecnologie d'avanguardia utilizzate nella costruzione, sia per il notevole impegno di mano d'opera, sia per l'entità delle spese sostenute per realizzarlo.

## Storia

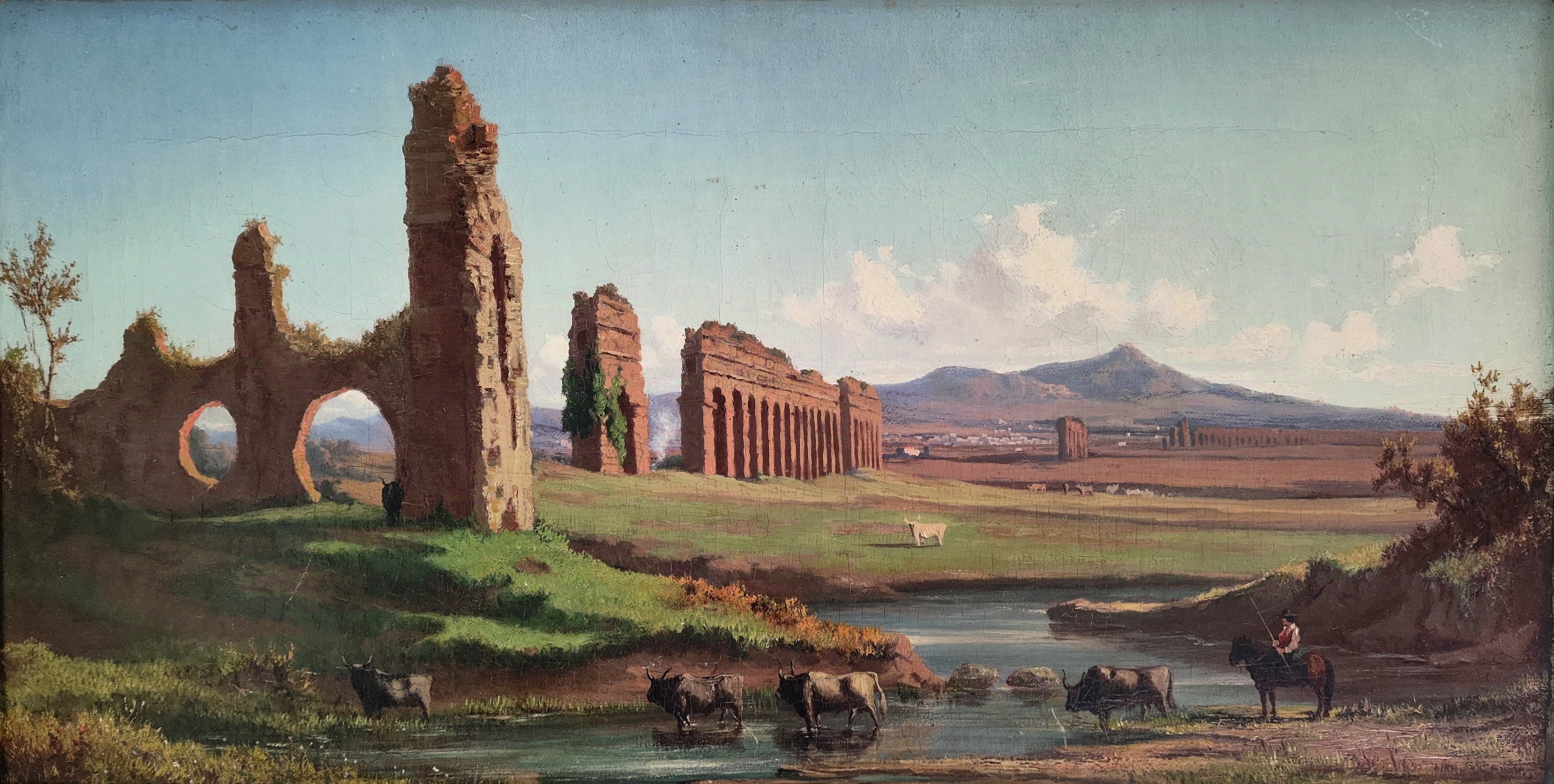
Acquedotto Claudio - Arthur John Strutt (olio su tela, 1850)

La costruzione dell'acquedotto iniziò nel 38 d.C. dall'imperatore Caligola e fu terminata sotto il principato di Claudio nel 52; pare tuttavia che l'acquedotto fosse già attivo nel 47, cinque anni prima della sua ultimazione.
Rivestì subito una grande importanza sia per la sua efficienza che per la crescente necessità di acqua da parte di una città in continuo aumento di popolazione.

## Caratteristiche tecniche e percorso

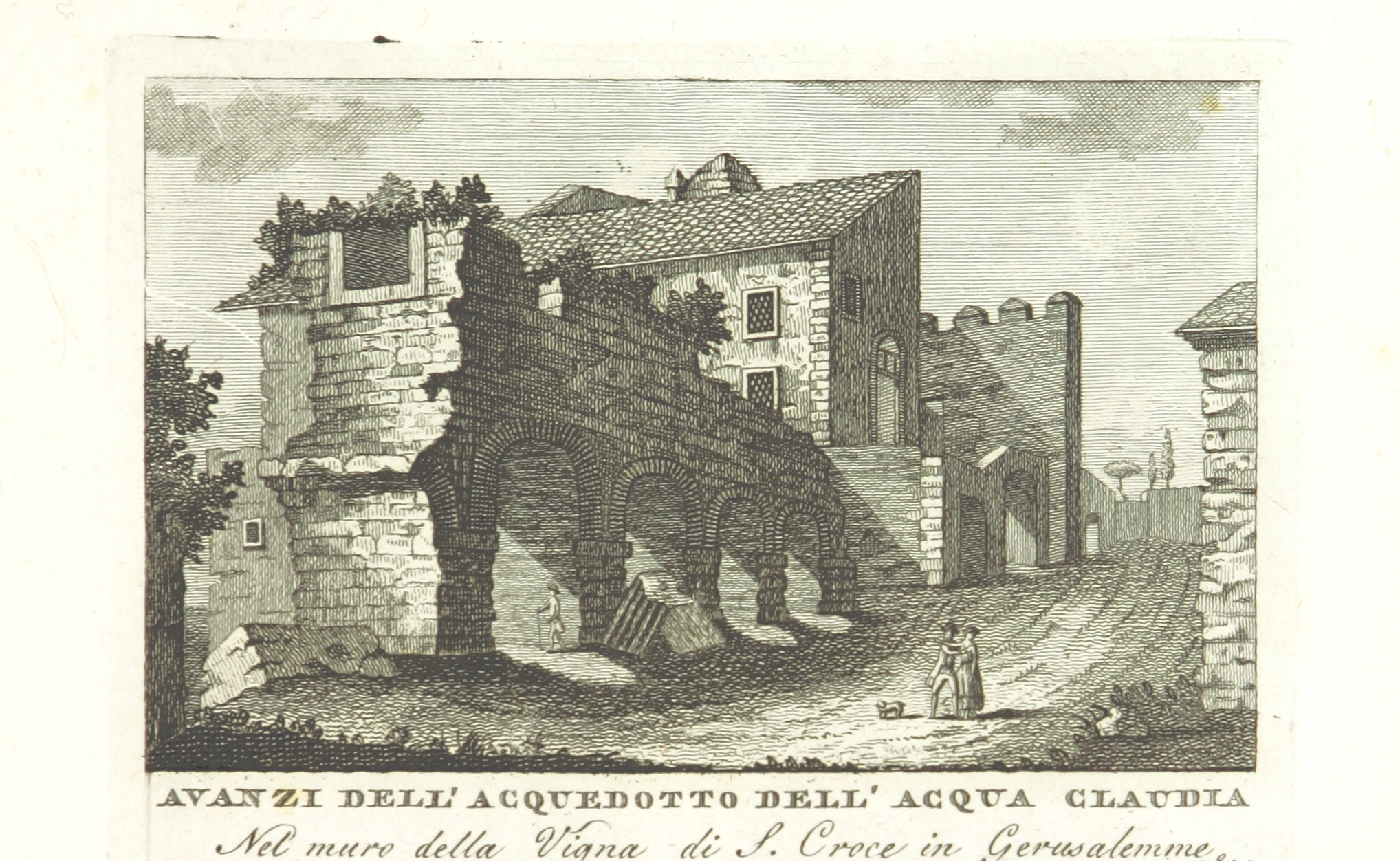
I resti dell'acquedotto in una pubblicazione del 1820

Captava l'acqua dai piccoli laghi formati da due sorgenti, denominate Curzia e Cerulea a causa della limpidezza dell'acqua (la cui qualità sembra fosse inferiore solo a quella dell'Acqua Marcia), situate nell'alta valle dell'Aniene, tra gli odierni comuni di Arsoli e Marano Equo, al XXXVIII miglio della via Sublacensis, a poca distanza dalle sorgenti che davano origine all'Acqua Marcia. La località può oggi identificarsi con il laghetto di Santa Lucia.
La captazione avveniva però anche da sorgenti secondarie, e la regolazione della portata veniva assicurata da scambi con l'acquedotto dell'Acqua Marcia.
Era lungo 46.406 miglia romane, pari a 68,681 km, dei quali circa 16 in viadotto di superficie, di cui circa 11 su arcuazioni e circa 5 su ponti. L'iscrizione sull'attico di Porta Maggiore riporta una lunghezza di 45 miglia totali, ma il valore più alto è fornito da Frontino, che tiene conto anche di successivi restauri ed ampliamenti.
Seguiva inizialmente, con tratti il più possibile rettilinei, il lato destro dell'Aniene, per passare poi sulla riva sinistra, all'altezza dell'odierna chiusa di San Cosimato. Superato Vicovaro aggirava il Monte Sant'Angelo in Arcese e raggiungeva Tivoli. Il tratto tra Vicovaro e Roma è tuttora disseminato di notevoli ed imponenti resti, soprattutto di ponti e viadotti e, più verso la città, di arcuazioni. Dopo Tivoli piegava a sud verso via Prenestina e poi a ovest verso via Latina e i Colli Albani. Dal VII miglio della via Latina, in località Capannelle, e per circa 4,5 km, correva su arcate, tuttora in parte conservate nel Parco degli Acquedotti, utilizzate unitamente all'acquedotto Anio novus. Nella località di Tor Fiscale incrociava, scavalcandolo due volte, l'acquedotto dell'Acqua Marcia, formando una sorta di recinto trapezoidale di circa 300 m di lunghezza ("Campo Barbarico"), che, accecate le arcate e interrotto il flusso idrico, venne utilizzato nel 539 come fortificazione dai Goti di Vitige, in lotta contro Belisario che difendeva Roma.
Proprio quella del Parco degli Acquedotti, che costituisce ormai l'iconografia classica della campagna romana, è la parte meglio conservata dell'intero percorso, in cui si possono riscontrare le caratteristiche tecniche: l'altezza dell'acquedotto, compreso il condotto dell'Anio novus sovrapposto a quello dell'Aqua Claudia, varia da un minimo di 17 a un massimo di 27,40 m; i piloni hanno una sezione di 3,35 per 3,10 m di profondità, e distano circa 5,50 m l'uno dall'altro, mentre le arcate, leggermente sfalsate rispetto ai piloni, hanno una luce di circa 6 m. In corrispondenza dei numerosi tratti crollati, sono visibili i due condotti, in cui l'Anio novus è sovrapposto all'altro, entrambi di 1,14 m di larghezza per 1,75 m di altezza; realizzati in opera quadrata il condotto inferiore e in opera reticolata e laterizio quello superiore.
L'acquedotto entrava in città nella zona chiamata ad spem veterem, presso l'attuale Porta Maggiore, sopra le cui arcate monumentali, che vennero in seguito unite alle mura aureliane, è ancora possibile vedere il doppio canale dell'Aqua Claudia e dell'Anio novus.
L'acqua giungeva poi nella piscina limaria, una camera di decantazione dove veniva pulita dalle impurità più evidenti.
Sebbene la portata giornaliera fosse di 4.607 quinarie, pari a 191.190 m3 e 2.211 litri al secondo, a causa delle erogazioni intermedie e delle intercettazioni abusive, solo 3.312 quinarie giungevano alla “piscina”, e solo 2.855 quinarie al "castello terminale" (castellum), dove l'acqua si univa a quella dell'Anio Novus. Il “castello” si trovava poco oltre Porta Maggiore (esisteva fino al 1880) e consisteva di 5 grandi cisterne rettangolari da cui le acque si dirigevano verso altri 92 “castelli” secondari che provvedevano allo smistamento nell'area urbana. Frontino informa che delle 3.312 quinarie che giungevano in città, 819 erano per la residenza imperiale, 1.012 per uso pubblico, 1.067 per i privati e 414 per l'incremento degli acquedotti della Tepula e della Iulia.

## Prolungamenti e derivazioni

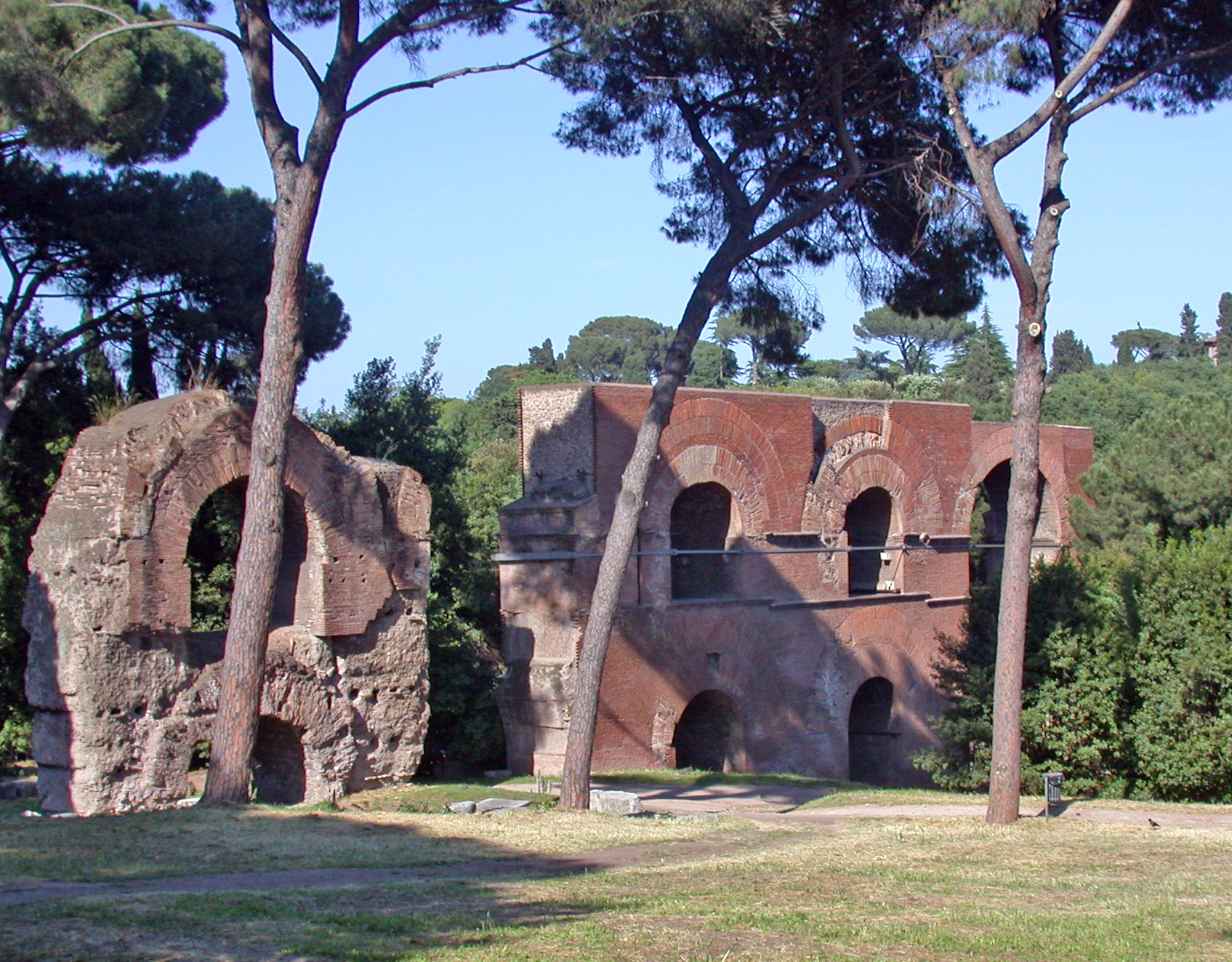
Il ramo secondario tra Celio e Palatino, sulle pendici del Palatino.

Un ramo secondario, costruito ad opera di Nerone (Arcus Neroniani, poi chiamato Arcus Caelemontani dall'inizio del III secolo) se ne distaccava, poco prima di Porta Maggiore, per dirigersi verso il Celio, nella parte occupata dalla Domus Aurea. Sono ancora visibili e abbastanza ben conservati diversi tratti di arcate, alte dai 19 ai 22 m e con 8 m di luce, restaurate già dai Flavi, poi da Adriano, da Settimio Severo e da Caracalla nel 211.
Il ramo neroniano fu a sua volta prolungato da Domiziano a servizio dei palazzi imperiali del Palatino, scavalcando su altissime arcate (39 m) la valle tra questo e il Celio, oggi attraversata dalla via di San Gregorio.
Un'ulteriore derivazione, risalente al III secolo, portava l'acqua in Trastevere, partendo da un “castello” secondario nella zona della “Navicella” e attraversando il fiume sul Ponte Emilio, oggi noto come “Ponte Rotto”. Una terza derivazione arrivava alla Villa dei Quintili, sulla via Appia.

## Restauri e caratteristiche artistiche
Come tutti gli altri, anche l'acquedotto Claudio venne più volte restaurato e consolidato: sicuramente da Vespasiano nel 71 e da Tito nell'81 (interventi commemorati entrambi nelle iscrizioni sull'attico di Porta Maggiore). I successivi interventi, non documentati storicamente, sono riconoscibili solo per le diverse tecniche utilizzate in sovrapposizione alla struttura muraria originale, e si possono far risalire a Traiano, Adriano, ai Severi, al tardo impero e infine a qualche “rattoppo” di epoca medievale. In epoca più recente, invece del restauro si è spesso proceduto ad un'opera di smantellamento della struttura originaria, per poter riutilizzare i blocchi squadrati dei pilastri; gli effetti di questa spoliazione sono ben visibili nella zona tra Tor Fiscale e Porta Furba, dove la via Tuscolana attraversa l'acquedotto.
Dalla località “Arco di Travertino” l'acquedotto risulta variamente danneggiato a causa della costruzione, nel 1585, ad opera di papa Sisto V, dell'Acquedotto Felice. Venne distrutto l'arco origine del toponimo che consentiva all'acquedotto l'attraversamento della via Latina; più oltre, lungo il vicolo del Mandrione, che corre tra i condotti dell'Aqua Claudia e dell'Aqua Marcia, i pilastri sono forati per il passaggio del nuovo acquedotto, che corre più in basso; un altro tratto è completamente perduto (forse sempre per la realizzazione dell'Acquedotto Felice) fino alle ultime 40 arcate circa prima di giungere a Porta Maggiore, inglobate nelle Mura aureliane.
Viene comunemente definita come un'opera ingegneristicamente grandiosa; la maestà delle arcate con il ritmo originariamente ininterrotto, è oggi ammirabile solo parzialmente. Durante tutto il percorso si evidenzia un gioco chiaroscurale dovuto soprattutto al materiale di costruzione, blocchi di pietra non lavorati, peperino e tufo rosso, con blocchi in travertino.

## Galleria d'immagini

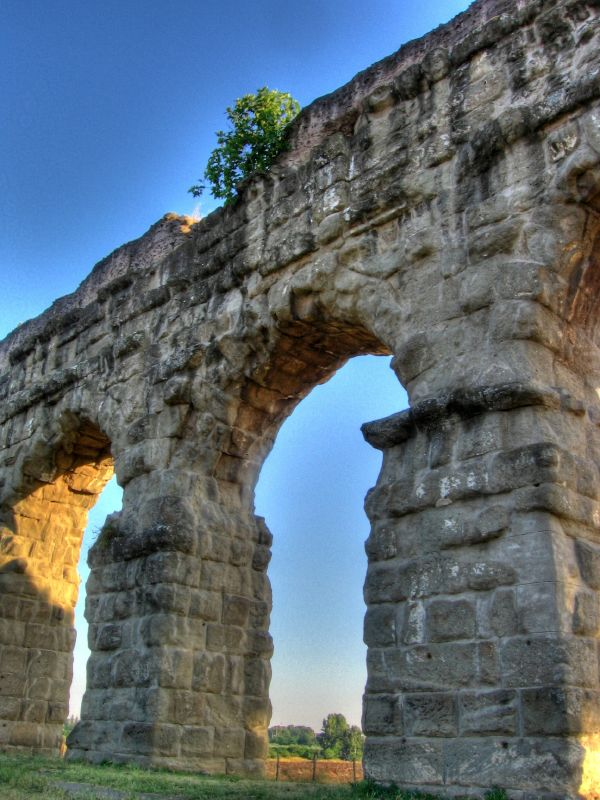
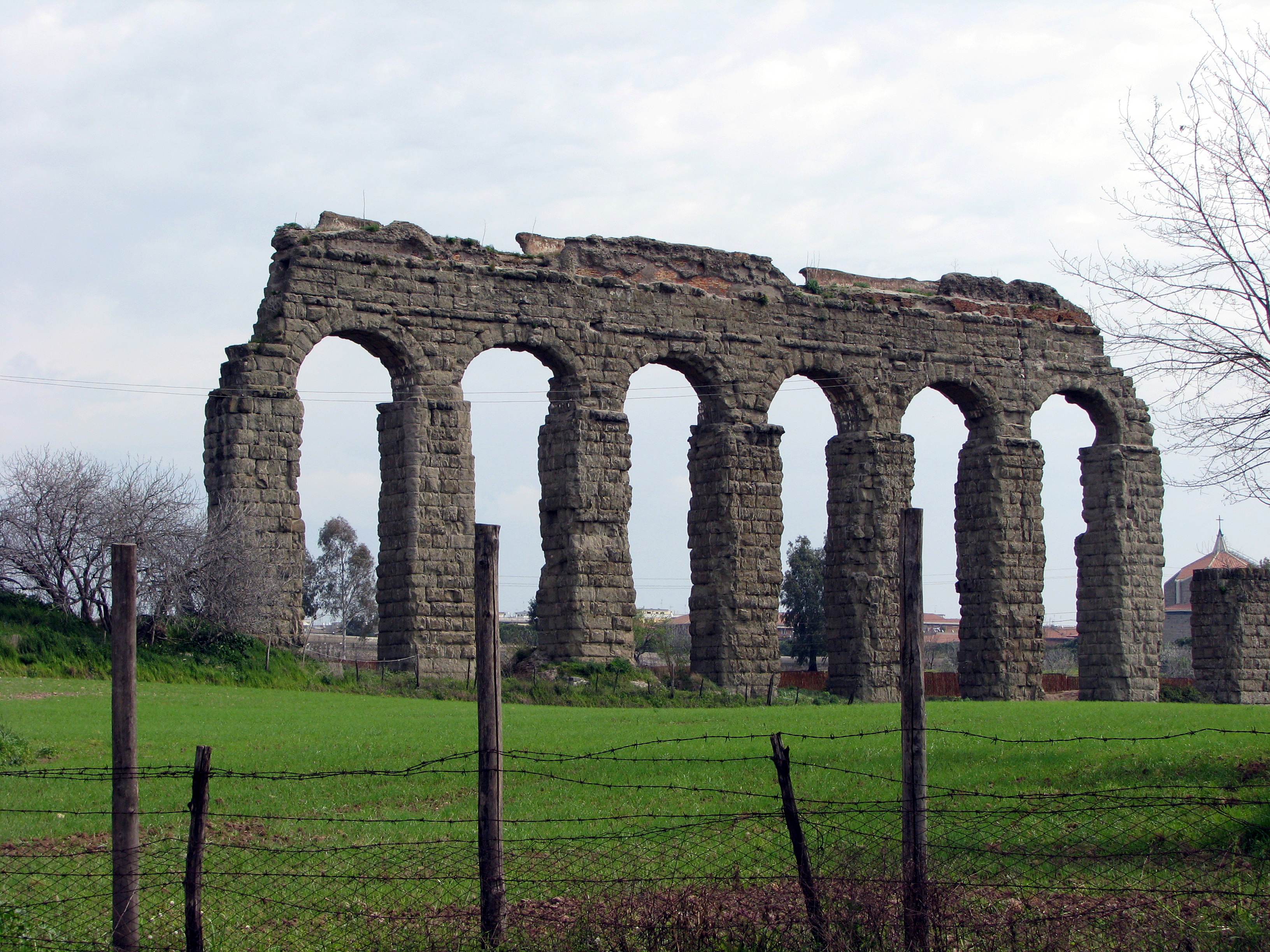
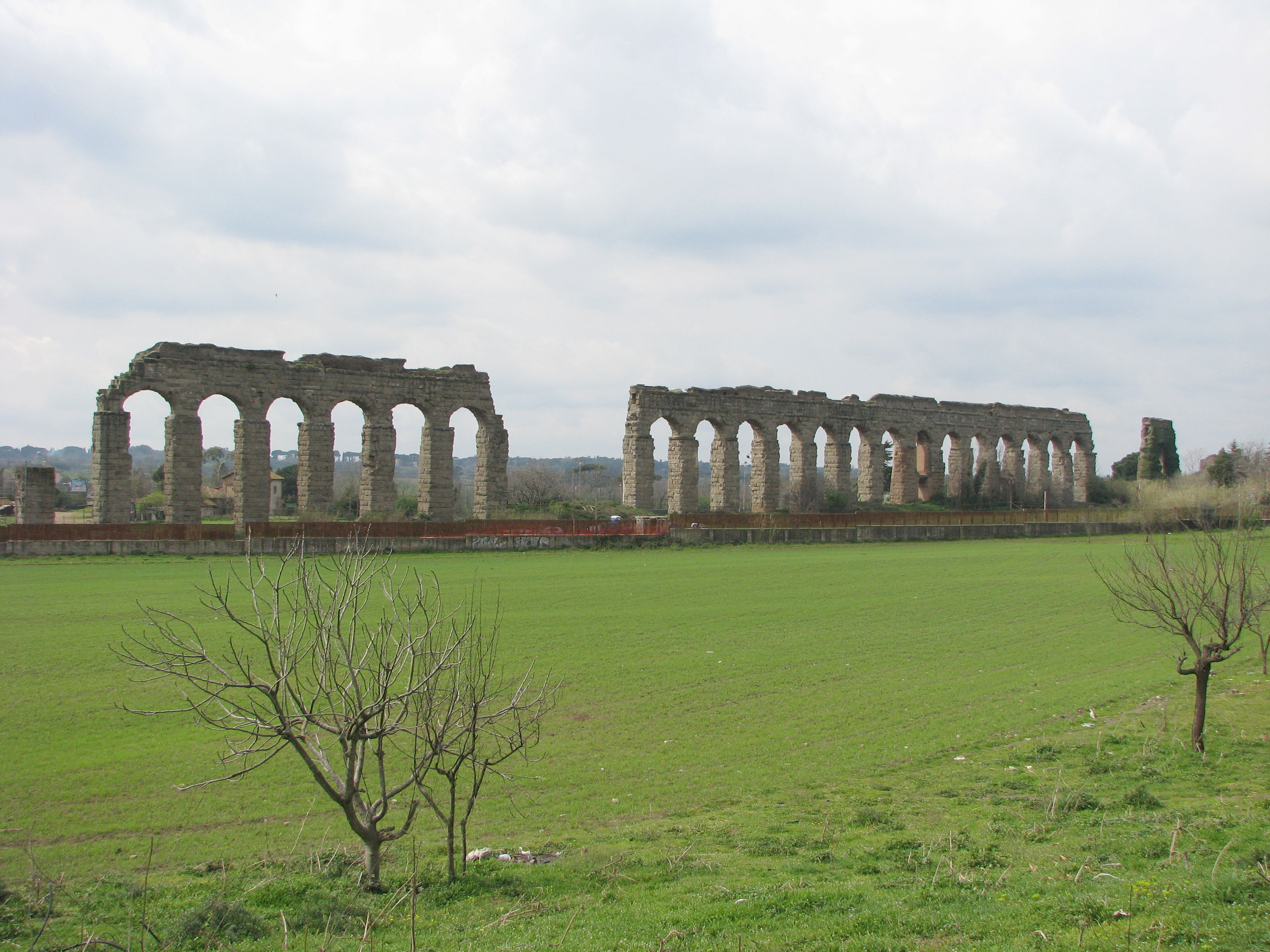
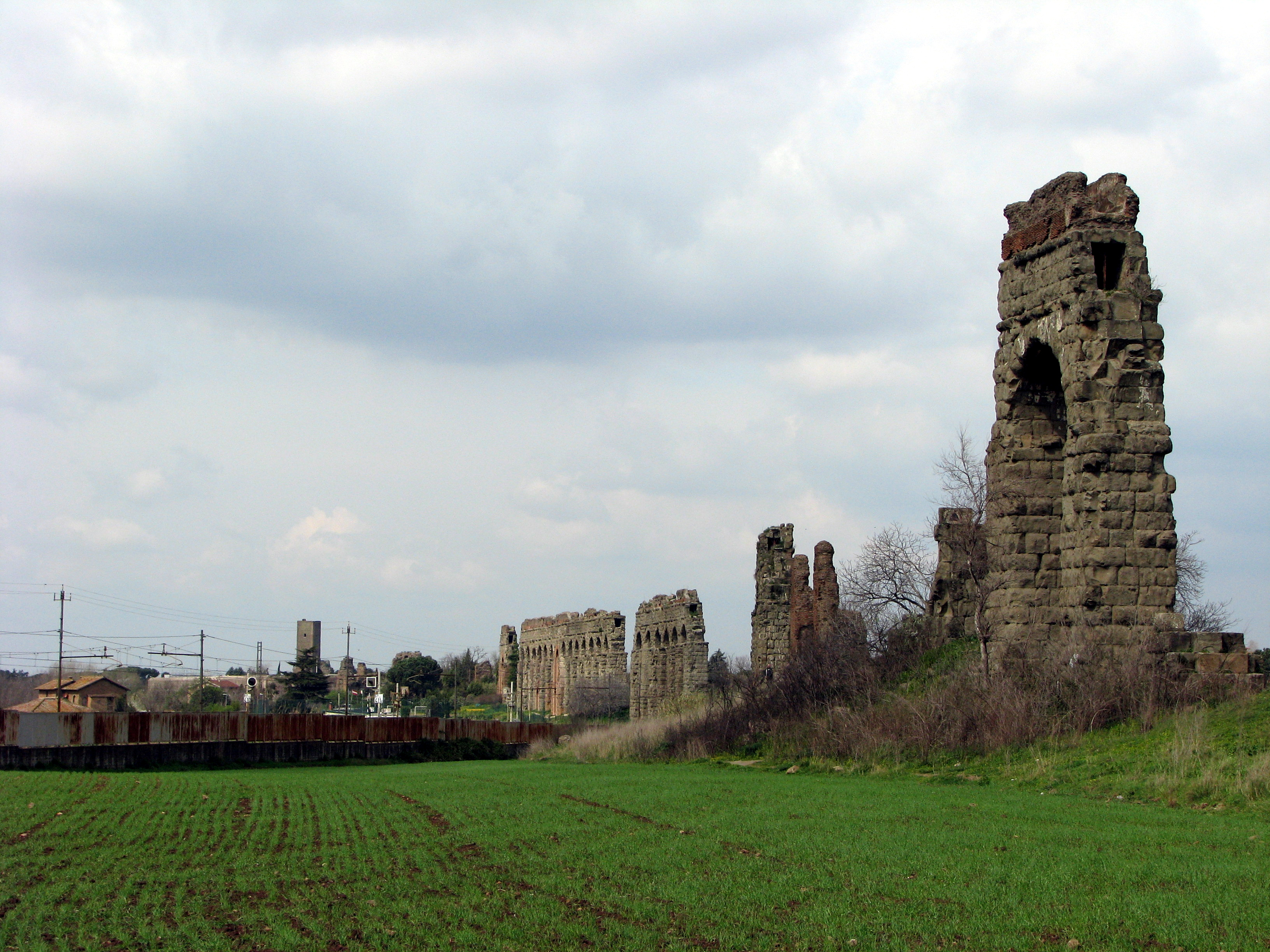
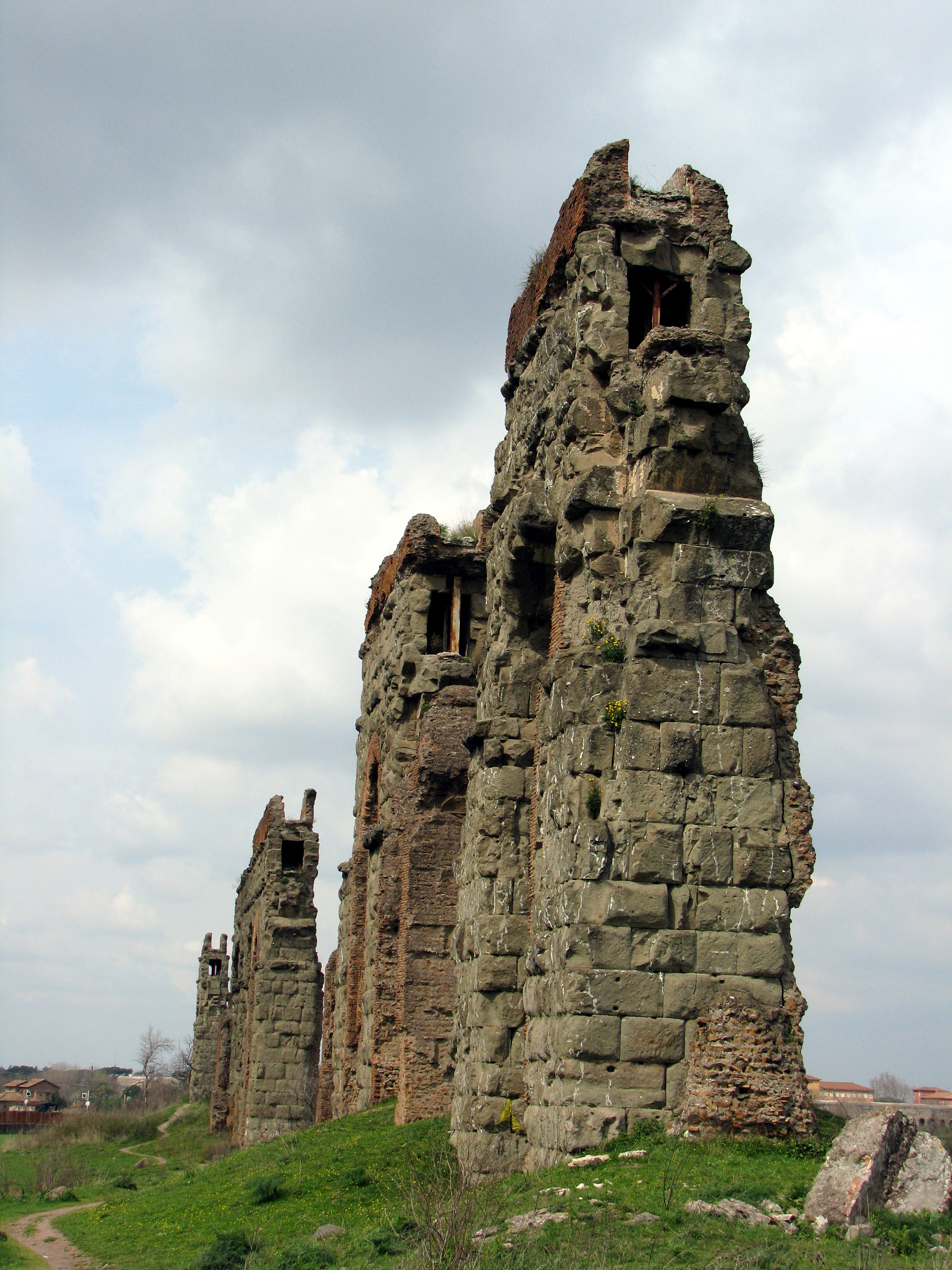
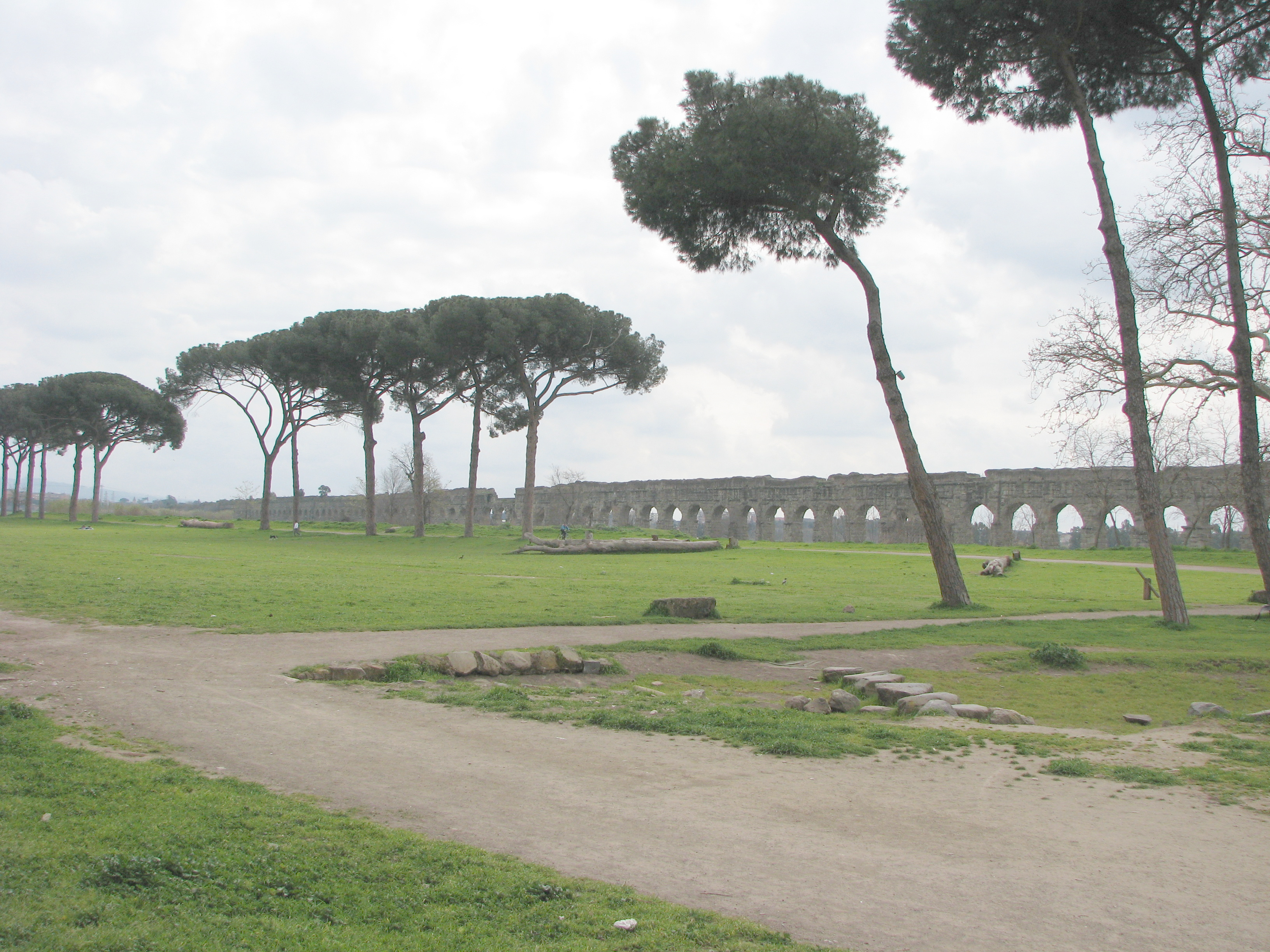
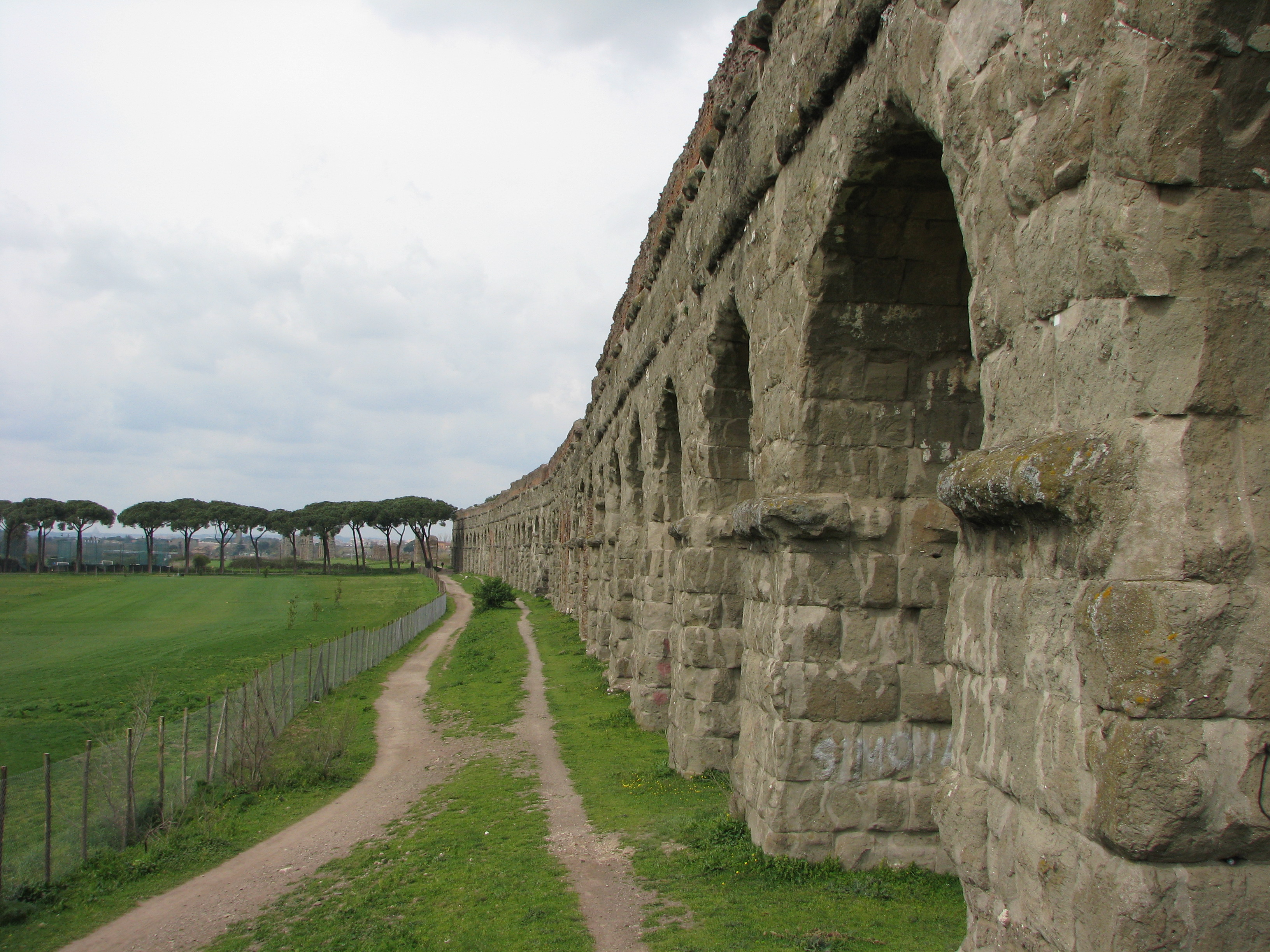
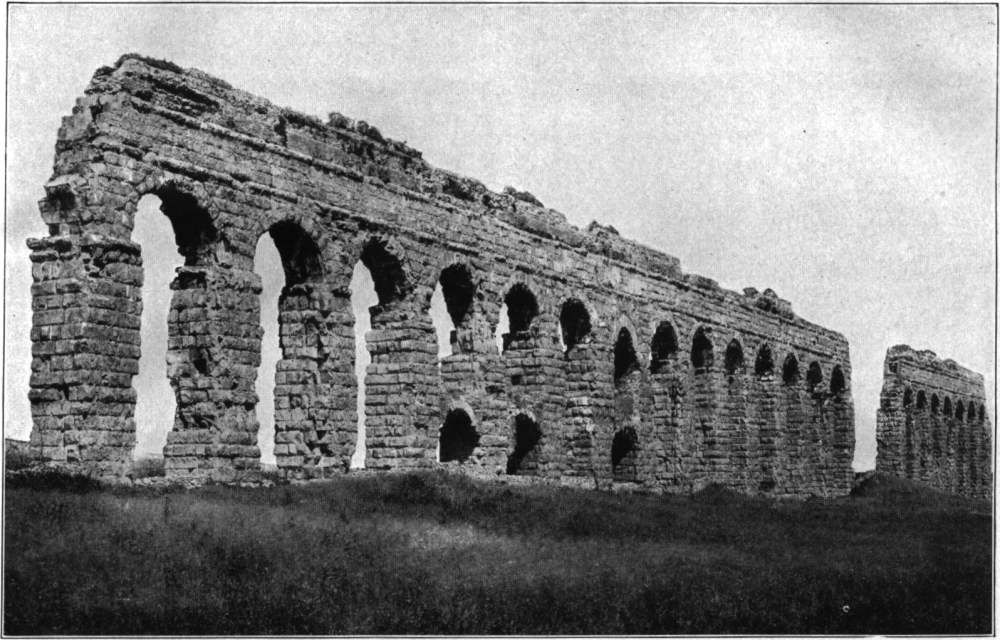
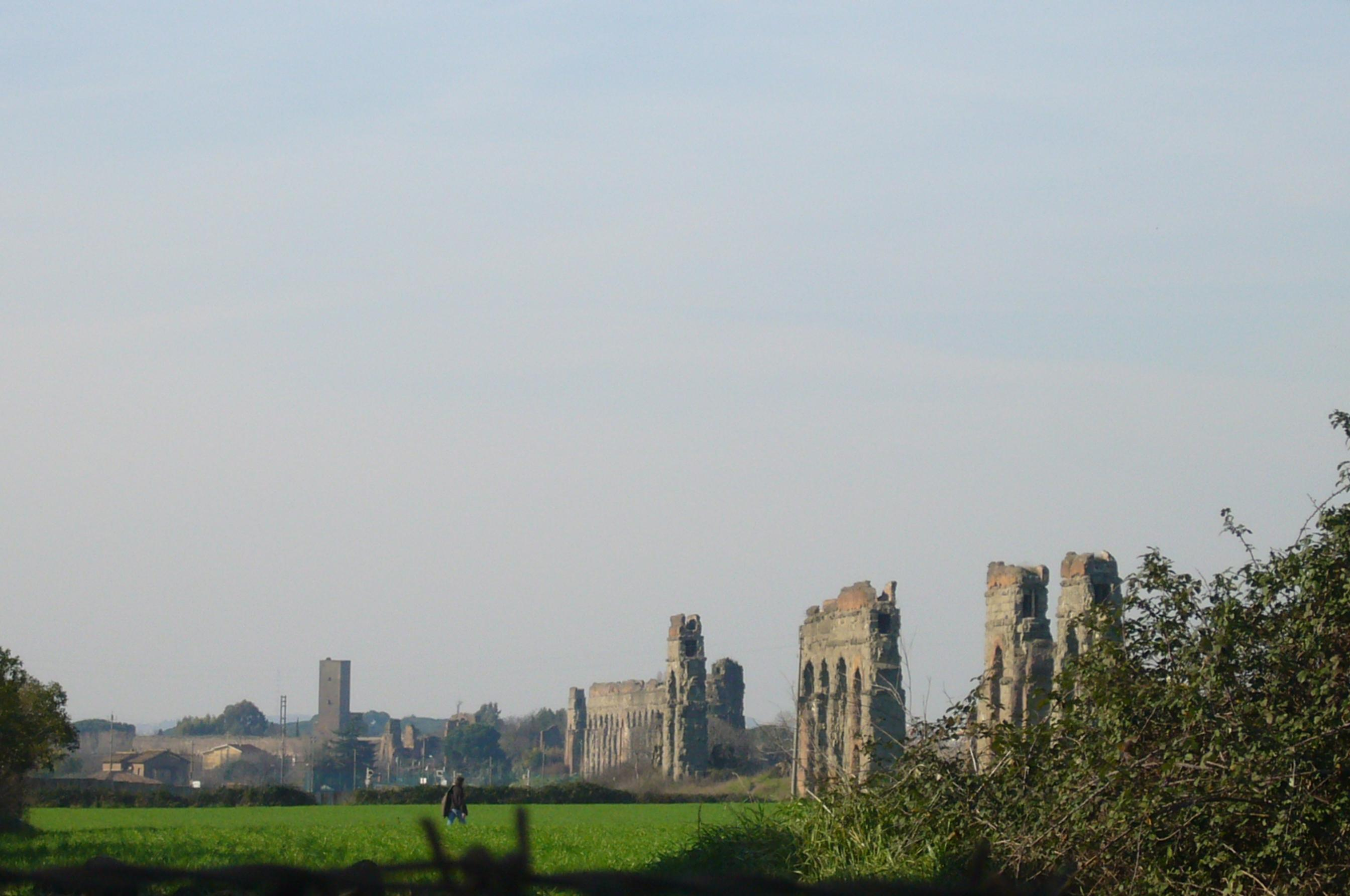
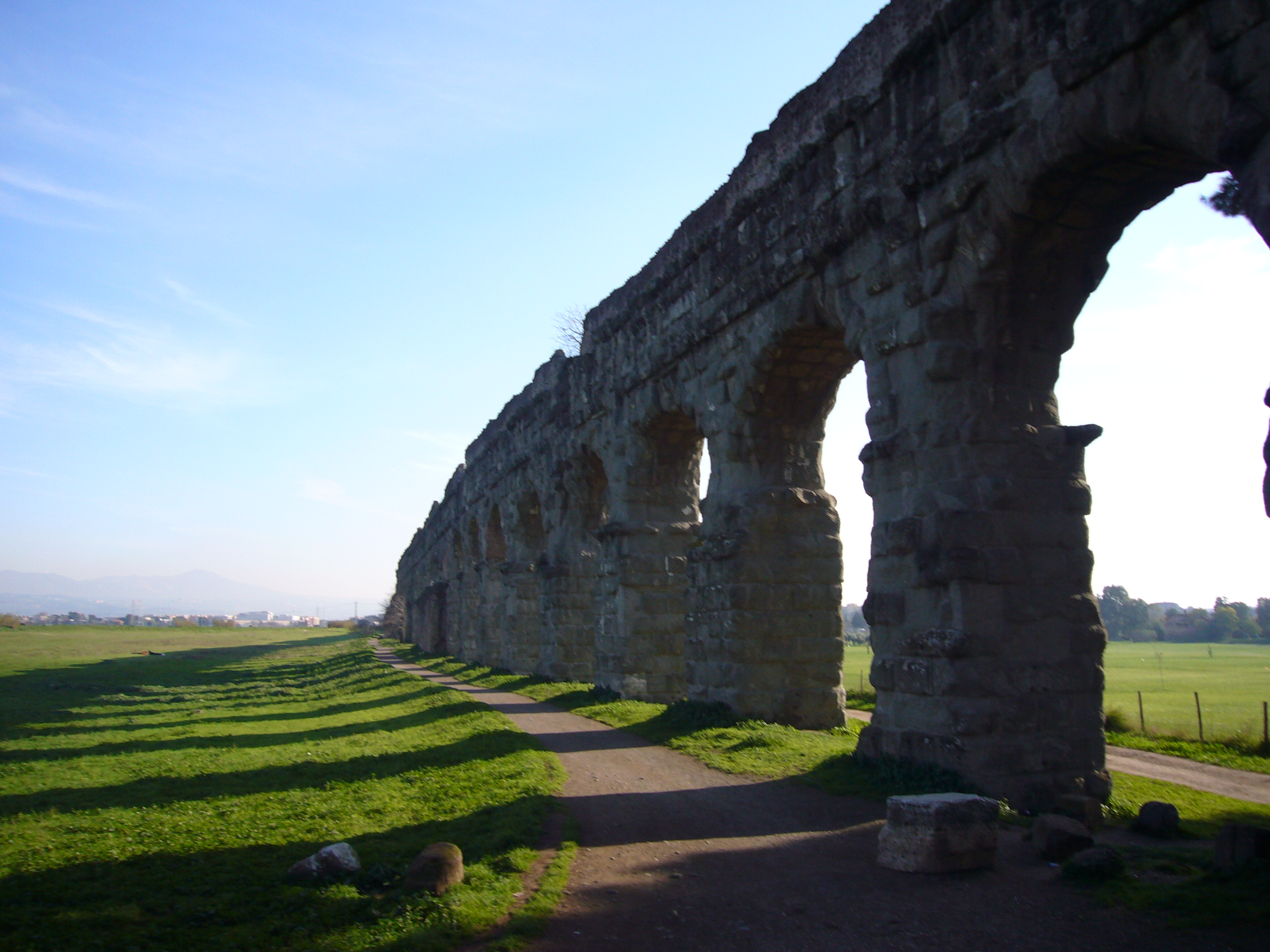